# ビューフォート海兵隊航空基地
ビューフォート海兵隊航空基地（ビューフォートかいへいたいこうくうきち、英語: Marine Corps Air Station Beaufort）は、アメリカ合衆国サウスカロライナ州のビューフォートに位置する、アメリカ海兵隊の基地である。1943年から1960年までビューフォート海軍航空基地として運用された後、アメリカ海兵隊に移管された。
F/A-18とF-35Bなどを運用する第31海兵航空群が所在している。

## 所在部隊
ビューフォート海兵隊航空基地には、以下の部隊が所在している。
東部海兵隊基地隷下
- 司令部付飛行隊 - UC-12M

第2海兵遠征軍隷下
- 第2海兵航空団
  - 第31海兵航空群（英語版）
    - 第224海兵全天候戦闘攻撃飛行隊（英語版） - F/A-18D
    - 第115海兵戦闘攻撃飛行隊（英語版） - F/A-18A/C
    - 第312海兵戦闘攻撃飛行隊（英語版） - F/A-18C/D
    - 第533海兵戦闘攻撃飛行隊（英語版） - F-35B
    - 第501海兵戦闘攻撃訓練飛行隊（英語版） - F-35B
    - 第31海兵航空兵站中隊（英語版）
    - 第273海兵航空団支援中隊分遣隊（英語版）

  - 第28海兵航空管制群（英語版）
    - 第2海兵航空管制中隊分遣隊（英語版）

  - 第37海兵航空団支援群（英語版）
    - 第373海兵航空団支援中隊（英語版）

  - 第38海兵航空管制群（英語版）
    - 第38海兵航空団通信中隊（英語版）
    - 第38海兵戦術航空中隊（英語版）

海兵隊予備役集団隷下
- 第4海兵航空団
  - 第41海兵航空群（英語版）
    - 第402海兵戦闘訓練飛行隊（英語版） - F-5N

## 事故

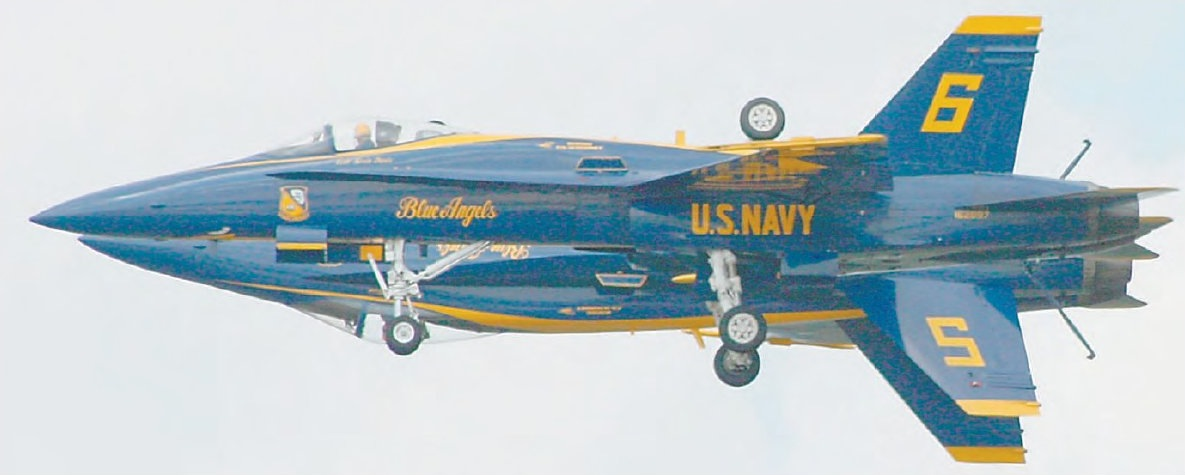
墜落したブルーエンジェルス6番機（#162897）

2007年4月21日、ビューフォート海兵隊航空基地で開催された航空ショーにおいて6機でのデルタフォーメーション後、着陸パターンでの最終旋回中に6番機パイロットがG-LOCに陥り、基地近くの雑木林に墜落、パイロットが死亡した。